# Фёдоровское (усадьба Эйлера)
Фёдоровское — усадьба, расположенная в селе Фёдоровское Волоколамского района Московской области.
Первоначально принадлежавший известному княжескому роду Шаховским, усадебный комплекс впоследствии принадлежал семье Эйлеров, потомкам математика Леонарда Эйлера.
Главный дом усадьбы и четыре флигеля (из них два не сохранились), расположенные вокруг парадного двора усадьбы, были построены в 1790-х годах, когда усадьба принадлежала князю П. А. Шаховскому. В результате неоднократных ремонтов и приспособления зданий под жилые помещения их внутренняя планировка была частично изменена.
В настоящее время помещения объекта не соответствуют требованиям и находятся в аварийном состоянии. Усадебный комплекс был передан религиозной организации «Богородице-Рождественский ставропигиальный женский монастырь Русской Православной Церкви (Московский патриархат)».

## История
В 1620-е годы волоколамская земля стала постепенно возрождаться после Смутного времени. В 1631 году дворцовые земли в районе Белой Колпи и Фёдоровского были проданы стольнику Василию Ивановичу Стрешневу, родственнику царицы Евдокии Лукьяновны.
Позднее часть этих земель купил князь Степан Никитич Шаховской, после смерти которого они достались его сыновьям Ивану и Тимофею. Позже владельцем наследства стал Алексей Иванович Шаховской, сын Ивана, будущий советник Юстиц-коллегии. В 1752 году князь скончался, в том же году ушёл из жизни и его средний сын Иван. Наследников осталось двое: старший сын Александр и младший Петр. При разделе наследства образовалось два имения: Александр получил Белую Колпь, Пётр — Фёдоровское с общим земельным наделом в 1 787 десятин. Усадьба имения расположена на пологом склоне левого берега реки Колпяны, недалеко от её впадения в реку Лама.
На 1770-e годы усадебная территория составляла 26 десятин. В 1768 году владелец построил на территории церковь иконы Божией Матери «Всех скорбящих Радость» в стиле русского барокко, а затем появился жилой комплекс, хозяйственные постройки, парк.
Ревизские сказки от 1773 года сообщает следующее: «Фёдоровское, село князя Шаховского Петра Александровича [следует читать Алексеевича], 25 дворов, крестьян 32 человека мужского пола и 32 — женского. Церковь каменная с приделом Петра и Павла, дом, сад, кирпичный и каменный заводы».

После смерти Петра Алексеевича имение по разделу между братьями — полковником Алексеем, бригадиром Василием, прапорщиком Павлом и неслужащим Петром — достались Петру Петровичу Шаховскому. В состав имения вошло село Фёдоровское, деревни Ханево, Ревино, Петровское, Савкино, Сырково, Шилово, пустошь Зайково, полупустоши Микулкино, Труфаново и Черепицыно. 13 июня 1795 года Волоколамский уездный суд постановил: «Для сведения и почитания за господином Шаховским зачисляется недвижимое имение, доставшееся ему по разделу и уступленное родительницей его Ириной Тимофеевной». Несколько лет, начиная с 1811 года, частью этого имения владела полковница Марфа Петровна Навроцкая.

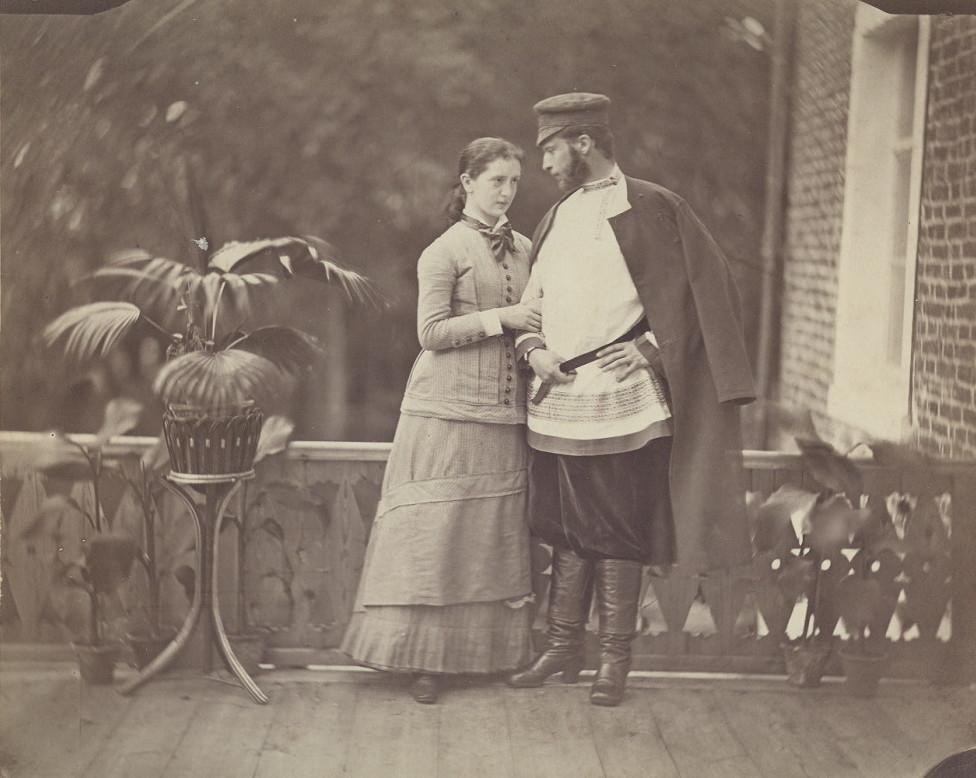
Граф Александр Александрович Эйлер и княжна Софья Николаевна Оболенская в день свадьбы. Усадьба Фёдоровское, 1880 год

В 1821 году, после смерти братьев Алексея и Петра и при разрыве с братом Павлом, имение унаследовал Василий Петрович. К этому времени он был весьма состоятельным дворянином, имевшим множество наследственных и приобретённых имений в различных губерниях Центральной России. В молодости он служил в Конной гвардии, в 1791 году вышел в отставку в чине бригадира и поселился в Москве. Незадолго до своей смерти в 1831 году Василий Петрович подал прошение в Московский гражданский суд с просьбой утвердить полюбовный раздел его имения между наследниками. В своём обращении он также заявил, что продолжит оставаться законным владельцем и главным распорядителем финансов вплоть до своей смерти. Имение Фёдоровских было разделено на две части: сёла Савкино, Сырково и Шилово были отданы старшей дочери титулярной советнице Анне Васильевне Шиловской, а сёло Фёдоровское, Ханево, Ревино, Петровское — молодой дочери Надежде Васильевна Шаховской.

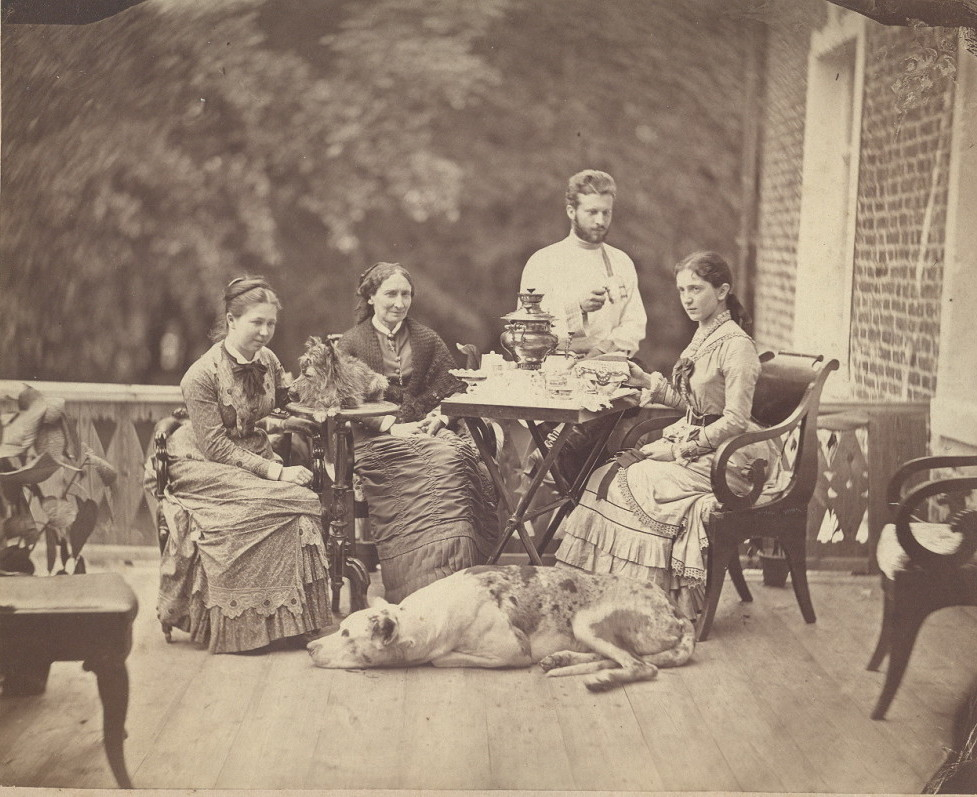
В усадьбе Фёдоровское на веранде дома: Софья Александровна Эйлер (сестра владельца имения), Софья Николаевна Сверчкова (урождённая Васильчикова), владелец имения граф Александр Александрович Эйлер 2-й и его супруга Софья Николаевна Эйлер (урождённая княжна Оболенская). Лето 1880 года

Княгиня Надежда Васильевна Шаховская передала права на имение Фёдоровское ещё при жизни своей племяннице Надежде Николаевне Эйлер. К тому времени у Надежды Николаевны уже было трое детей: Надежда, Софья и сын Александр 2-й.
Владельцы собственности умерли относительно молодыми. А. А. Эйлер умер в 1872 году, а его жена в 1876 году. Их похоронили на местном кладбище, и только после того, как храм был перестроен, сына перезахоронили.
К 1917 году усадьба занимала 13 десятин. В течение всего XIX века церковный комплекс постепенно менял свой облик — в 1802 году к церкви была пристроена колокольня, в 1840-х годах её заменила новая двухъярусная башня в стиле итальянского ренессанса, в 1872 году была построена кирпичная ограда с металлическими решётками (не сохранилась).
В 1882 году была проделана значительная работа по реконструкции усадьбы. Правый и левый приделы сделали тёплыми, под приделом Святого Николая (справа от входа) устроили семейный склеп. При постройке трапезной произошли изменения в концах остальных коридоров — были разобраны глухие барабаны с главками, а крыши приобрели конусную форму.
К концу 1880-х годов колокольня обрушилась, и в её стенах появились трещины. После осмотра объекта староста и церковное духовенство подали московскому митрополиту прошение о постройке новой колокольни. В 1884 году разрешение было получено, но архитектор Сергей Константинович Родионов начал вести работу по строительству новой 4-х ярусной колокольни лишь в 1894 году, в двух саженях от старой колокольни. В церковный ансамбль было хорошо вписана высокая стройная колокольня. С трапезной она сообщается притвором, сквозной проход в нижнем ярусе колокольни образует удобную паперть.
В 1990-е годы усадьба представляла собой «печальное зрелище»: от церковного комплекса остались колокольня и центральный столп храма, полуразрушены 2 флигеля (из четырёх бывших), дом лишился крыши, перекрытий, интерьеры полностью разрушены, также хозяйственные постройки разграблены и разрушены.
В настоящее время в усадьбе находится подворье московского Богородице-Рождественского монастыря. Восстановлены приделы, алтари, притвор храма, церковь отапливается, газифицировано подворье. С 2014 года продолжалась реставрация жилого комплекса.

## Описание
Усадебный дом — прямоугольное кирпичное, неоштукатуренное двухэтажное здание.
Жилой комплекс состоит из особняка, расположенного посреди ланового квадрата и флигелей, расставленных по углам. Почти в центре усадьбы стоит деревянный амбар, а рядом с жилым комплексом находится церковь, севернее — хозяйственный корпус. Скорбященская церковь — редкий для Подмосковья тип религиозного сооружения, в основе которого лежит центральная колонна в виде восьмигранника с крестообразными приделами и алтарём.
Фасады не имеют ни вертикальных, ни горизонтальных членений. Исчезли балконы второго этажа, портик главного входа. Оконные проёмы выделены узкими гипсовыми наличниками с замковым камнем, поверхность стен завершается белокаменным карнизом с куском гипсового фриза. Торцевые стены имеют фронтоны с полуциркульными нишами и вписанными в них прямоугольными окнами.
Флигели кирпичные, одноэтажные, с полуподвалом, которые были построены в стиле классицизма с элементами палладианства. В обработке фасадов использованы пилястровые портики с фронтонами, медальонами и трёхчастными окнами. Карнизы стен частично сохранились под фронтоном пилястрового портика. Пилястры покрыты штукатуркой.
Сохранились отдельные экземпляры липы бывшего парка. Главная аллея когда-то была частью подъездной дороги к усадьбе от деревни Ханево.
Насаждения в основном сосредоточены возле церкви и вдоль дороги, ведущей к усадьбе. Дендрологический состав насаждений включает 6 интродуцентов и три местных вида. Большими куртинами растут карагана древовидная, бузина чёрная и сирень обыкновенная. Высокая живая изгородь образована боярышником кроваво-красным (высота — 15 м, диаметр ствола — 25 см). Одиночными деревьями растут лиственница сибирская (высота — 25 м, диаметр ствола — 60 см) и тополь канадский (высота — 12 м, диаметр ствола — 43 см). Местные виды представлены дубом черешчатым (высота — 20 м, диаметр ствола — 55 см), ивой ломкой (высота — 20 м, диаметр ствола — 80 см) и липой сердцевидной (высота — 19 м, диаметр ствола — 56 см).